# اوریجین
اوریجین (انگلیسی: Origin) شرکت صنایع غذایی ایرلندی است، که در سال ۲۰۰۶ تأسیس شد.